# NGC 2378
NGC 2378 је двојна звезда у сазвежђу Близанци која се налази на NGC листи објеката дубоког неба.
Деклинација објекта је + 33° 49' 55" а ректасцензија 7h 27m 23,9s. Привидна величина (магнитуда) објекта NGC 2378 износи 12,8.